# Ingrid Laubrock

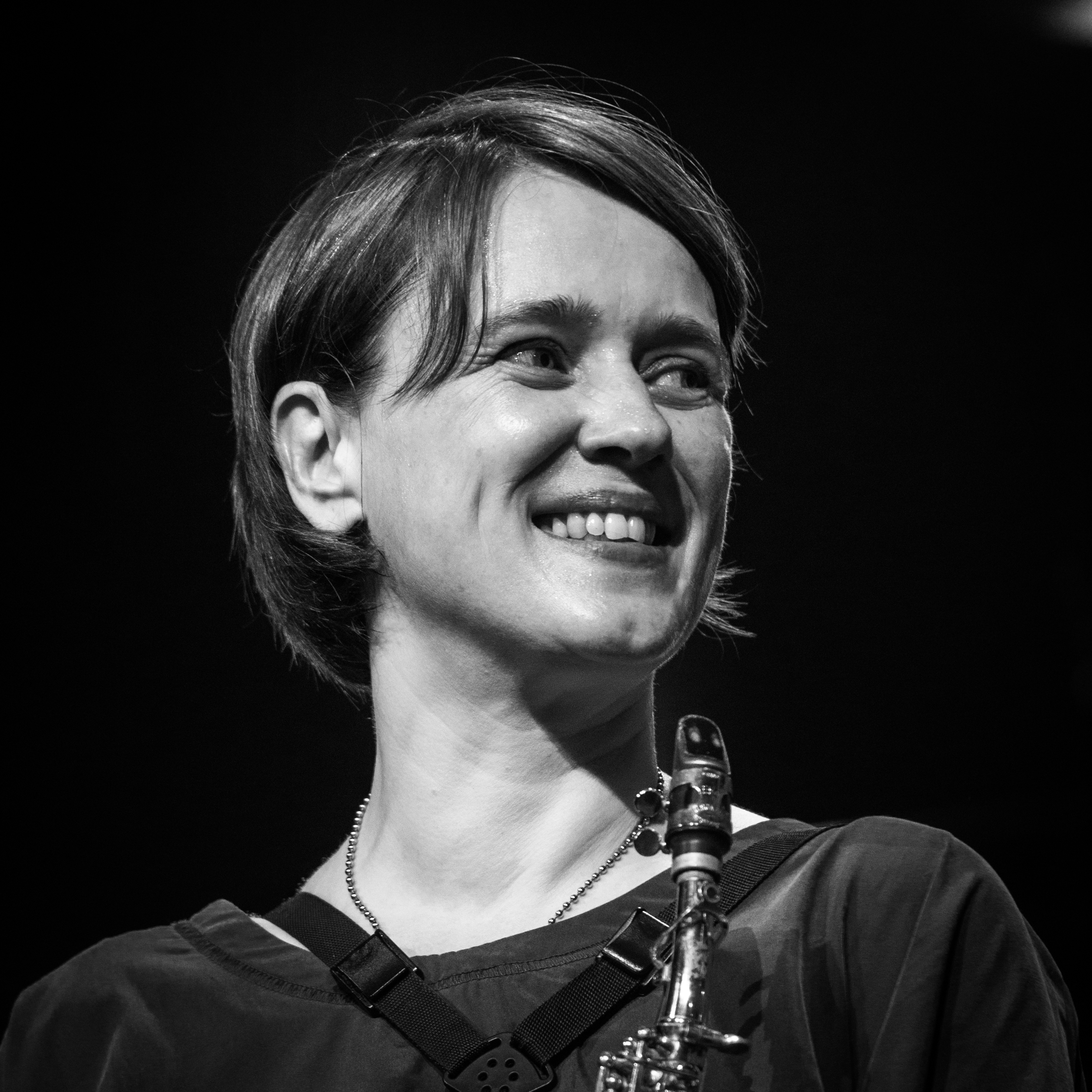
Ingrid Laubrock, moers festival 2017

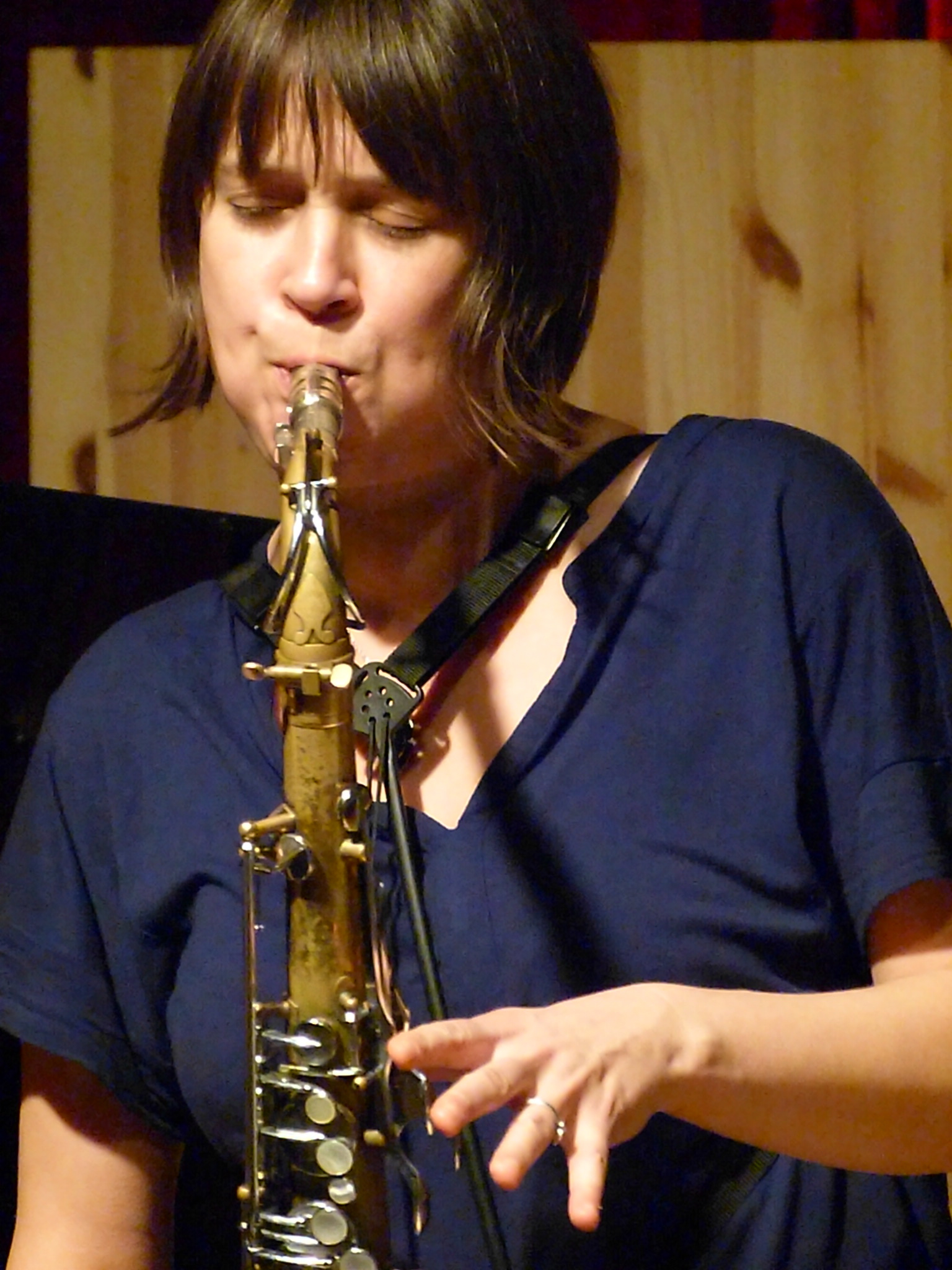
Ingrid Laubrock im Loft (Köln) (2012)

Ingrid Laubrock (* 24. September 1970 in Stadtlohn) ist eine deutsche Jazzmusikerin (Sopran-, Alt-, Tenor- und Baritonsaxophon). Insbesondere auf dem Tenor- und Sopransaxophon hat sie „eine ganz eigenständige und unverwechselbare Stimme entwickelt, die sich flexibel den verschiedensten Kontexten anzupassen vermag.“

## Leben und Wirken
Laubrock erhielt ab dem vierten Lebensjahr Klavierunterricht und sang ab dem elften Lebensjahr in Chören. Nach ihrem Abitur 1989 zog sie nach  Großbritannien, wo sie bis 2008 lebte. In London erhielt sie Saxophonunterricht bei Jean Toussaint und wirkte bald im Musikerkollektive F-IRE mit. 1998 gründete sie mit der brasilianischen Sängerin Mônica Vasconcelos das „Nois4“; nach einem Studienaufenthalt bei  Myra Melford folgte 2006 die Gründung des Nonetts „Nein“. Im selben Jahr dokumentierte sie auf CD ihr Duo mit dem Pianisten Liam Noble, das später mit dem Schlagzeuger Tom Rainey zum Trio „Sleepthief“ erweitert wurde (gleichnamige CD bei „Intakt“ 2008).
2008 zog Laubrock nach Brooklyn, wo sie schnell Fuß fasste und mit ihren Bands Anti-House, Paradoxical Frog und Sleepthief die New Yorker Szene bereichert. Dabei entwickelte sie eine „musikalische Mehrsprachigkeit“, die sie in den unterschiedlichen Konstellationen auslebte. Ihr Label Intakt regte an, dass sie auch in Duos mit unterschiedlichen Pianisten arbeitet und diese auf Tonträgern dokumentiert.
Laubrock, die mit Tom Rainey liiert ist, gilt als eine gefragte Gastsolistin und hat u. a. mit Kenny Wheeler, Evan Parker, David Liebman, Billy Cobham, Jean Toussaint, Norma Winstone, Stan Sulzmann, Lol Coxhill, David Axelrod, Veryan Weston, Siouxsie and the Banshees, Taylor Ho Bynum (Enter the Plustet, 2016) und Django Bates (in „Human Chain“) zusammengearbeitet. Weiterhin interpretiert sie zeitgenössische klassische Musik im Continuum Ensemble. Mit Luc Ex, Ab Baars und Hamid Drake bildet sie Luc Ex´ Assemblée. Zu hören ist sie u. a. auch auf Satoko Fujiis Album Hyaku: One Hundred Dreams (2022) und Andy Milnes Time Will Tell (2024).

## Preise und Auszeichnungen
1999 wurde sie für die BT Jazz Awards nominiert. Für ihre Arbeit bei F-IRE erhielt Laubrock 2004 den „BBC Jazz Award for Innovation“. Mit einer  Fellowship for Jazz Composition der Arts Foundation wurde 2006 ihr kompositorisches Wirken gewürdigt. 2009 wurde ihr der SWR-Jazzpreis zuerkannt; nach der Jurybegründung findet in ihr der deutsche Jazz „eine seiner kreativsten und eigenwilligsten Künstlerinnen.“ 2012 erhielt sie das Stipendium Improviser in Residence der Stadt Moers und wohnte und arbeitete ein Jahr lang in der Stadt am Niederrhein. 2015 gewann sie als Sopransaxophonistin in den Kritiker-Polls des Down Beat in der Rising-Star-Kategorie. „Vogelfrei“ vom Album Contemporary Chaos Practices wurde von The New York Times unter die „25 Best Classical Music Tracks of 2018“ gewählt. 2025 erhielt sie den Deutschen Jazzpreis in der Kategorie „Holzblasinstrumente.“

## Diskografie

### Als Leader/Co-Leader
| Jahr | Titel                                                                       | Label                    | Anmerkung/Besetzung |
| ---- | --------------------------------------------------------------------------- | ------------------------ | --- |
| 1998 | Who Is It?                                                                  | Candid                   | |
| 2001 | Some Time                                                                   | Candid                   | |
| 2005 | Forensic                                                                    | F-IRE Collective         | Quintet mit Karin Merchant (Piano), Ben Davis (Cello), Larry Bartley (Bass), Tom Skinner (Schlagzeug); Gast: Julian Siegel (Bassklarinette)                                                                          |
| 2006 | Let's Call This…                                                            | Babel Label              | Duo mit Liam Noble (Piano) |
| 2008 | Sleepthief                                                                  | Intakt                   | Trio mit Liam Noble (Piano), Tom Rainey (Schlagzeug) |
| 2010 | Paradoxical Frog                                                            | Clean Feed               | Als Teil der Band Paradoxical Frog; Trio, mit Kris Davis (Piano), Tyshawn Sorey (Schlagzeug) |
| 2010 | Anti-House                                                                  | Intakt                   | Als Teil der Band Anti-House; Quintett, mit Mary Halvorson (Gitarre), John Hébert (Badd), Tom Rainey (Schlagzeug, Glockenspiel); Gast: Kris Davis (Piano)                                                            |
| 2011 | The Madness of Crowds                                                       | Intakt                   | Als Teil der Band Sleepthief; Trio mit Liam Noble (Piano), Tom Rainey (Schlagzeug) |
| 2012 | Catatumbo                                                                   | Babel                    | Trio mit Olie Brice (Bass), Javier Carmona (Schlagzeug) |
| 2012 | Haste                                                                       | Emanem                   | Trio mit Veryan Weston (Piano), Hanna Marshall (Cello) |
| 2012 | Union                                                                       | Clean Feed               | Als Teil der Band Paradoxical Frog; Trio, mit Kris Davis (Piano), Tyshawn Sorey (Schlagzeug) |
| 2013 | Strong Place                                                                | Intakt                   | Als Teil der Band Anti-House; Quintett, mit Mary Halvorson (Gitarre), Kris Davis (Piano), John Hébert (Bass), Tom Rainey (Schlagzeug)                                                                                |
| 2013 | Lark                                                                        | Skirl                    | Als Teil der Band Lark; Quartett, mit Kris Davis (Piano), Ralph Alessi (Trompete), Tom Rainey (Schlagzeug) |
| 2014 | Zurich Concert                                                              | Intakt                   | Oktett mit Mary Halvorson (Gitarre), Tom Arthurs (Trompete), Ted Reichman (Akkordeon), Liam Noble (Piano), Ben Davis (Cello), Drew Gress (Bass), Tom Rainey (Drums, Xylophon)                                        |
| 2014 | And Other Desert Towns                                                      | Relative Pitch           | Duo mit Tom Rainey (Schlagzeug) |
| 2015 | Roulette of the Cradle                                                      | Intakt                   | Als Teil der Band Anti-House; Quintett, mit Mary Halvorson (Gitarre), Kris Davis (Piano), John Hébert (Bass), Tom Rainey (Schlagzeug); Gast: Oscar Noriega (Klarinette)                                              |
| 2015 | Ubatuba                                                                     | Firehouse 12             | Als Teil der Band Ubatuba; Quintett, mit Tim Berne (Altsaxophon), Dan Peck (Tuba), Ben Gerstein (Posaune), Tom Rainey (Schlagzeug)                                                                                   |
| 2016 | Live @ The Jazz Happening Tampere                                           | Relative Pitch           | Als Teil der Band Perch Hen Brock & Rain; Quartett mit Ab Baars (Tenorsaxophon, Klarinette), Ig Henneman (Bratsche), Tom Rainey (Schlagzeug)                                                                         |
| 2016 | Buoyancy                                                                    | Relative Pitch           | Duo mit Tom Rainey (Schlagzeug) |
| 2016 | Serpentines                                                                 | Intakt                   | Septett mit Peter Evans (Trompete), Miya Masaoka (Koto), Craig Taborn (Piano), Sam Pluta (Live-Electronik), Dan Peck (Tuba), Tyshawn Sorey (Schlagzeug)                                                              |
| 2017 | Planktonic Finales                                                          | Intakt                   | Trio mit Stephan Crump (Bass), Cory Smythe (Piano) |
| 2017 | Utter                                                                       | Relative Pitch           | Duo mit Tom Rainey (Schlagzeug) |
| 2018 | Contemporary Chaos Practices – Two Works For Orchestra With Soloists        | Intakt                   | Quartett mit Mary Halvorson, Kris Davis und Nate Wooley |
| 2019 | Channels                                                                    | Intakt                   | Trio mit Stephan Crump (Bass), Cory Smythe (Piano) |
| 2019 | TISM                                                                        | RogueArt                 | Quartett mit Sylvie Courvoisier (Piano), Mark Feldman (Violine), Tom Rainey (Schlagzeug) |
| 2019 | Kasumi                                                                      | Intakt                   | Duo mit Aki Takase |
| 2019 | All Set                                                                     | RogueArt                 | Quartett mit Stéphane Payen (Saxophon), Chris Tordini (Bass), Tom Rainey (Schlagzeug) |
| 2020 | Stir Crazy                                                                  | Eigenproduktion/Bandcamp | Duo mit Tom Rainey (Schlagzeug) |
| 2020 | Blood Moon                                                                  | Intakt                   | Duo mit Kris Davis |
| 2020 | Dreamt Twice, Twice Dreamt – Music for Chamber Orchestra and Small Ensemble | Intakt                   | mit Sam Pluta, Cory Smythe, Robert Landfermann, Tom Rainey und dem EOS Kammerorchester unter Leitung von Susanne Blumenthal (CD1) bzw. kammermusikalischer Besetzung mit u. a. Pluta, Smythe und Zeena Parkins (CD2) |
| 2020 | The Cat of Sadness                                                          | Carrier Records          | Daniel Blake, Jon Irabagon, Ingrid Laubrock |
| 2021 | Bird Meets Wire                                                             | Relative Pitch           | Trio mit Susan Alcorn, Leila Bordreuil |
| 2022 | No es la Playa                                                              | Intakt                   | Brandon Lopez, Ingrid Laubrock, Tom Rainey |
| 2022 | Fragile                                                                     | Intakt                   | Duo mit Andy Milne |
| 2023 | Maromas                                                                     | Relative Pitch Records   | Duo mit Cecilia Lopez |
| 2023 | Monochromes                                                                 | Intakt Records           | mit Jon Irabagon, Zeena Parkins, Tom Rainey |
| 2023 | The Last Quiet Place                                                        | Pyroclastic Records      | mit Mazz Swift, Tomeka Reid, Brandon Seabrook, Michael Formanek, Tom Rainey |
| 2024 | Brink                                                                       | Intakt Records           | mit Tom Rainey |

### Als Sidewoman (Auswahl)
| Jahr | Leader                              | Titel                           | Label                |
| ---- | ----------------------------------- | ------------------------------- | -------------------- |
| 2013 | Kris Davis                          | Capricorn Climber               | Clean Feed           |
| 2013 | Mary Halvorson                      | Illusionary Sea                 | Firehouse 12         |
| 2014 | Max Johnson                         | The Prisoner                    | NoBusiness           |
| 2012 | Living by Lanterns                  | New Myth/Old Science            | Cuneiform            |
| 2010 | Tom Rainey                          | Pool School                     | Clean Feed           |
| 2012 | Tom Rainey                          | Camino Cielo Echo               | Intakt               |
| 2014 | Tom Rainey                          | Obbligato                       | Intakt               |
| 2015 | Tom Rainey                          | Hotel Grief                     | Intakt               |
| 2017 | Tom Rainey                          | Float Upstream                  | Intakt               |
| 2015 | Nate Wooley                         | Battle Pieces                   | Relative Pitch       |
| 2015 | Sara Serpa                          | Close Up                        | Clean Feed           |
| 2019 | Tom Rainey                          | Combobulated                    | Intakt               |
| 2019 | Robert Landfermann                  | Topaz                           | Klaeng Records       |
| 2021 | Tom Rainey                          | Obbligato: Untucked in Hannover | Intakt               |
| 2022 | Myra Melford                        | For the Love of Fire and Water  | RogueArt             |
| 2022 | Satoko Fujii                        | Hyaku: One Hundred Dreams       | Libra                |
| 2023 | Myra Melford Fire and Water Quintet | Hear the Light Singing          | RogueArt             |
| 2024 | Anthony Braxton Saxophone Quartet   | Sax QT (Lorraine) 2022          | I Dischi di Angelica |